# Беликов, Сергей Борисович
Серге́й Бори́сович Бе́ликов — ректор Запорожского национального технического университета с 1997 по 2020 год. Доктор технических наук.

## Образование и трудовая деятельность
С 2000 г. — председатель специализированного совета по защите кандидатских и докторских диссертаций ЗНТУ.

С 10.1997 г. по 2020 г. ректор Запорожского государственного технического университета (с С 08. по 10.1997 г. — 1-й проректор
08.2001 г. — Запорожский национальный технический университет)

С 07. по 08.1997 г. — профессор кафедры физического материаловедения

С 11.1996 г. по 07.1997 г. — доцент

1996 г. — доктор технических наук, тема диссертации: «Развитие научных принципов легирования литейных жаропрочных никелированных сплавов с целью повышения коррозийной стойкости деталей в условиях высокотемпературной среды газотурбинных установок»

С 12.1994 г. по 10.1996 г. — докторант кафедры металловедения и термической обработки металлов

С 09.1986 г. по 12.1994 г. — доцент

С 04.1985 г. по 09.1986 г. — старший научный сотрудник научно-исследовательского сектора

С 06.1982 г. по 04.1985 г. — старший научный сотрудник проблемной лаборатории отдела коррозийно-механических исследований

С 04.1977 г. по 06.1982 г. — старший научный сотрудник проблемной лаборатории отдела разработки композиционных материалов и методов их обработки
1975 г. — Запорожский машиностроительный институт им. В. Я. Чубаря, автомобильный факультет, инженер-механик, «Автомобили и тракторы»
Председатель совета ректоров Запорожского вузовского центра.

Вице-президент Запорожского союза промышленников и предпринимателей «Потенциал».

Заслуженный работник образования Украины.

## Членство в академиях наук
Академик Транспортной академии Украины (2000 г.), Нью-Йоркской АН (1997 г.). 

Член Российской ассоциации металловедов (1994 г.).

Член Европейской ассоциации инженерного образования (1999 г.).

Академик отделения металлургии Академии наук высшей школы Украины.

## Политическая деятельность
2006—2010 гг. — депутат Запорожского областного совета (по спискам БЮТ).
2002—2006 гг. — член исполкома Запорожского городского совета.
2004 г. — Доверенное лицо кандидата на пост Президента Украины Януковича В. Ф..
В 1997 г. — член Народно-демократической партии

## Награды
- Лауреат Государственной премии Украины[когда?]
- 1999 г. — Международная неправительственная награда «Золотой Меркурий».
- 2000 г. — орден «За заслуги» III ст.[1]
- 2003 г. — награда МОН Украины «Отличник образования Украины».
- 2003 г. — заслуженный работник образования Украины[2].
- 2004 г. — Почетная грамота Верховной Рады Украины за особые заслуги перед украинским народом.
- 2004 г. — лауреат награды «Интеллект нации».
- 2005 г. — лауреат международной награды «Тысячелетие».

Кавалер ордена «За заслуги» I степени (2020).
Владеет английским и немецким языками.

## Членство в академиях наук
- Академик отделения металлургии Академии наук высшей школы Украины.
- Академик Транспортной академии Украины.

## Основные публикации в 2001—2004
- Научные основы легирования жаропрочных никелевых сплавов, стойких против высокотемпературной коррозии (А. Д. Коваль, С. Б. Беликов и др. — К.: УМК ВО,1990)
- Новые конструкционные материалы, эффективные методы их обработки, повышения надежности и долговечности деталей машин и инструментов. — К.: УМК ВО, 1991
- Статья «Принципы легирования жаропрочных никелевых сплавов, стойких к высокотемпературной коррозии», 2001
- Статья «Питання створення жароміцних корозійностійких матеріалів для деталей стаціонарних газових турбін», 2002
- Монография «Технологическое обеспечение эксплуатационных характеристик деталей ГТД», 2003
- Статья «Technological and ecological aspectc of manufacturing of aluminium and its alloys», 2004
- Терминологический словарь «Металлы», 2004